# Jean-Louis Vullierme
Jean-Louis Vullierme, né le 21 mars 1955 à Paris, est un philosophe du droit et universitaire français.

## Biographie
Jean-Louis Vullierme est l'auteur de divers ouvrages, dont le Concept de système politique, abordant la philosophie politique sous l'angle nouveau de la cybernétique et des sciences cognitives.
Il y a notamment développé la théorie de l'interaction spéculaire, théorie de la connaissance et de l'interaction politique entre individus.
Ancien élève de l'École normale supérieure (lettres 1976), il obtient l'agrégation de philosophie, un doctorat d'État en droit et un doctorat de philosophie politique. Il a enseigné la philosophie du droit à la Sorbonne.
En 2014, Il publie Miroir de l'occident : Le Nazisme et la civilisation occidentale, qui propose une analyse systématique du phénomène nazi, en tant qu'il est le produit d'idéologies toutes déjà occidentales et bien identifiées. 
Jean-Louis Vullierme est Chevalier de la Légion d'honneur.